# Necrópolis musulmana de Tauste

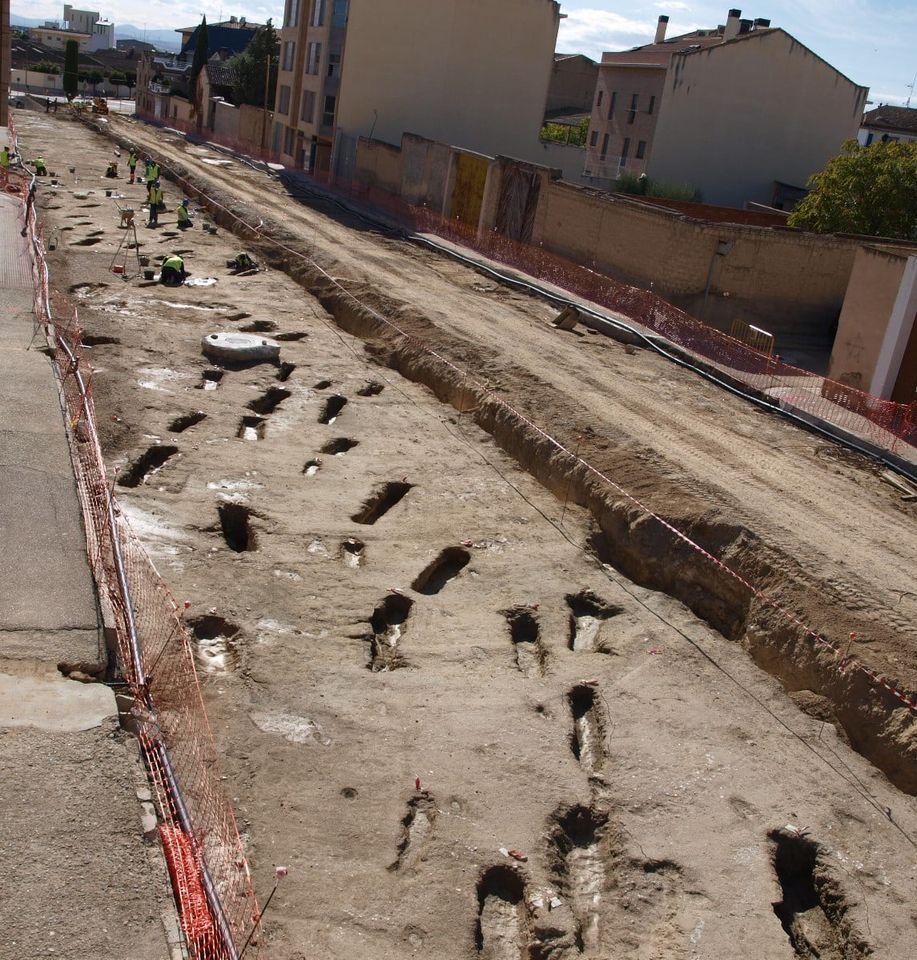
Excavación Necrópolis musulmana de Tauste (s.VIII-s.XII). Año 2020

La necrópolis musulmana (o maqbara) de Tauste es un yacimiento arqueológico ubicado en el municipio español de Tauste, en la provincia de Zaragoza. Con una superficie de unas 2 ha, se estima que se realizaron en la zona al menos unos 4500 enterramientos entre los siglos VIII y XI, lo que evidencia una población musulmana significativa a pesar de no haberse encontrado menciones al respecto en fuentes contemporáneas.
Este hallazgo tiene su origen en un trabajo de investigación realizado por el arquitecto técnico Jaime Carbonel Monguilán titulado “Tauste en los siglos XI al XIII”, expuesto en el ámbito de las X Jornadas sobre la Historia de Tauste, de 2009. Como consecuencia de su labor profesional, este técnico tenía conocimiento de la existencia de numerosos enterramientos en el ensanche de la villa y, por otro lado, investigando la separación por asentamiento diferencial de la torre respecto del hastial, en la iglesia mudéjar de Santa María de Tauste, había llegado a la conclusión de la mayor antigüedad de aquella, y por tanto que se trataba del alminar que precedió a la actual iglesia. Hasta entonces se pensaba que Tauste había sido una aldea irrelevante hasta la conquista aragonesa, pero las dimensiones de la torre evidenciaban lo contrario, por lo que relacionándola con los enterramientos citados y la trama urbana medieval, elaboró para el trabajo citado un  plano del Tauste andalusí con la ubicación de su cementerio, acreditado en las posteriores excavaciones arqueológicas. 
Las primeras tumbas se exhumaron en 2010 en una cata arqueológica realizada en la avenida Obispo José María Conget de la localidad. Los cuerpos habían sido colocados de costado y orientados al sureste, en dirección a La Meca, de acuerdo con las prácticas habituales de los musulmanes. Las primeras pruebas del carbono-14 fecharon los primeros enterramientos en el siglo VIII, lo que ha supuesto revisar a la baja la fundación de Tauste. Desde entonces, la asociación cultural local El Patiaz ha realizado varias prospecciones, confirmando la existencia de numerosos enterramientos. En 2011, el Gobierno de Aragón ordenó incluir la necrópolis islámica en el Catálogo de Bienes Culturales del Plan General de Ordenación Urbana de Tauste, donde figura con un nivel de protección de conjunto o área arqueológica urbana.
Para noviembre de 2020,[actualizar] se han documentado 663 enterramientos en la zona, que se han clasificado en dos grupos:
- un grupo de enterramientos en dirección a la mezquita de Córdoba, del siglo VIII; y
- un segundo grupo de enterramientos en dirección a La Meca, de los siglos IX y X.[5]